# Förläggare

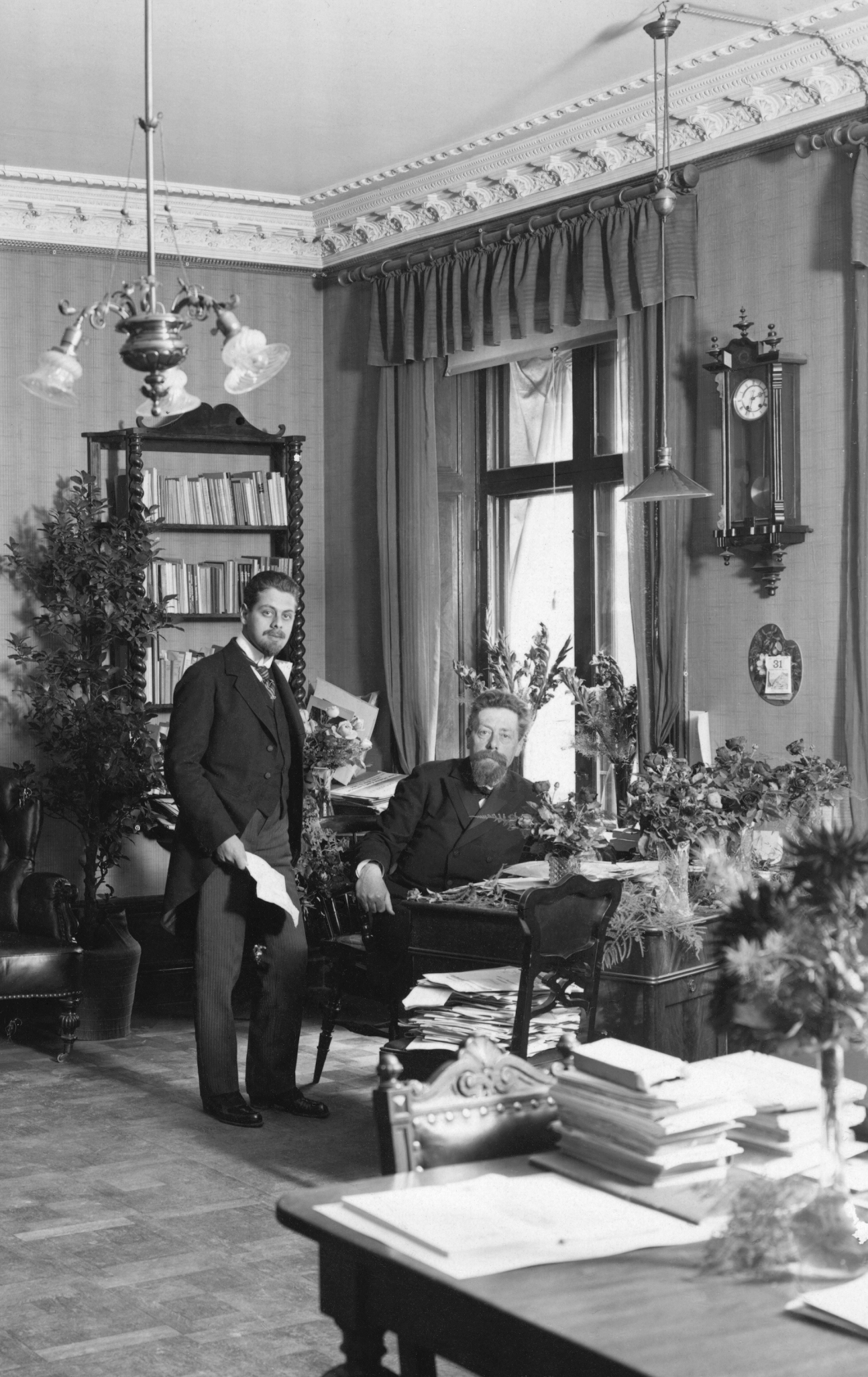
Förläggarna Tor och Karl Otto Bonnier, 1912.

Förläggare eller bokförläggare är en person som driver bokförlag och är utgivare av litteratur.

## Äldre betydelse
Historiskt var förläggare även en person som tillhandahöll råvaror och liknande resurser inom ett förlagssystem.